# Владислав Барціковський
Владислав Барціковський (15 серпня 1916, м. Мерефа, Харківська губернія — 25 березня 2015) — бригадний генерал, лікар польської армії.

## Біографія

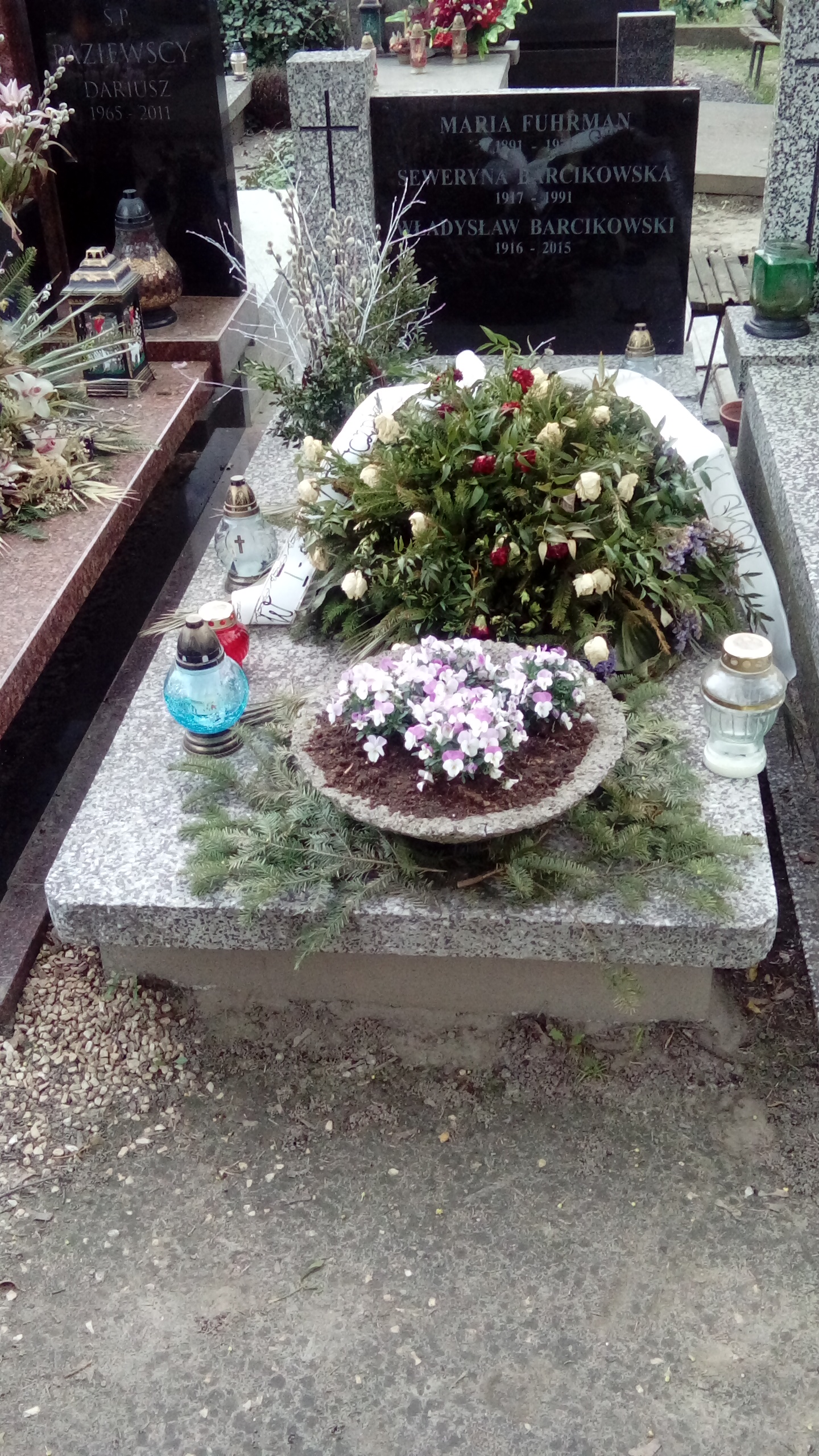
Могила Владислава Барціковського на Військовому цвинтарі в Поважках

Владислав Барціковський народився 15 серпня 1916 року в Мерефі, Україна, в родині Вацлава Барціковського та Антоніни Балакірєвої (1894—1985). Під час окупації був активним підпільником. Закінчив приватну чоловічу гімназію Томаша Ніклевського у Варшаві, де в 1934 році склав іспит на атестат зрілості.
У червні 1949 року він з нуля організував 250-й військовий госпіталь у Дзівнові, куди були евакуйовані грецькі партизани DSE після поразки в горах Граммос під час останньої битви громадянської війни в Греції. На той час це був перший такий великий госпіталь військової хірургії та реабілітації в Польщі. Він служив там на посаді заступника коменданта госпіталю з лікування — головного лікаря.
На рубежі 1951 і 1952 років захистив дисертацію на тему «Питання статико-динамічної рівноваги при вродженому вивиху кульшового суглоба», опубліковану в «Lekarz Wojskowy». Науковим керівником дисертації був професор Віктор Дега. У 1964 році був призначений комендантом Військового інституту авіаційної медицини.
У 1967 році призначений начальником медичної служби ЗП — заступником головного коменданта ЗП. У тому ж році йому було надано звання бригадного генерала і доцента.
Після звільнення з армії в 1973 році він став представником псевдомедичних експериментів у концтаборах. Ця установа була створена для розподілу 100 мільйонів марок, наданих Федеративною Республікою Німеччина жертвам експериментів, проведених над в'язнями концентраційних таборів. Цю роботу він продовжував до 1976 року. З 1976 по 1995 рік Протягом своєї тривалої лікарської кар'єри він отримав звання спеціаліста з ортопедії з травматологією та другу вищу освіту в галузі організації охорони здоров'я.
Нагороджений та відзначений, зокрема: Офіцерським хрестом ордена Відродження Польщі 1954 р., орденом Трудового Прапора 2 ступеня у 1968 році, Золотою медаллю Збройних Сил «За службу Вітчизні» у 1973 році, Золотою медаллю «За заслуги в обороні країни» у 1973 році, Північнокорейським орденом Державного прапора 3-го ступеня в 1953 році, Китайською медаллю Китайської Народної Республіки у 1953 році.
Він помер у віці 98 років. Похований на Повонзькому військовому кладовищі (ділянка A-2-29(61)). Батько Анджея Барціковського.

## Просування по службі
Протягом багаторічної служби в Народній польській армії він отримував наступні військові звання :
- поручник — 1948 р.
- капітан — 1949 р.
- майор — 1950 р.
- підполковник — 1954 р.
- полковник — 1958 р.
- Бригадний генерал — 1967 р.